# Filmoteca Vaticana

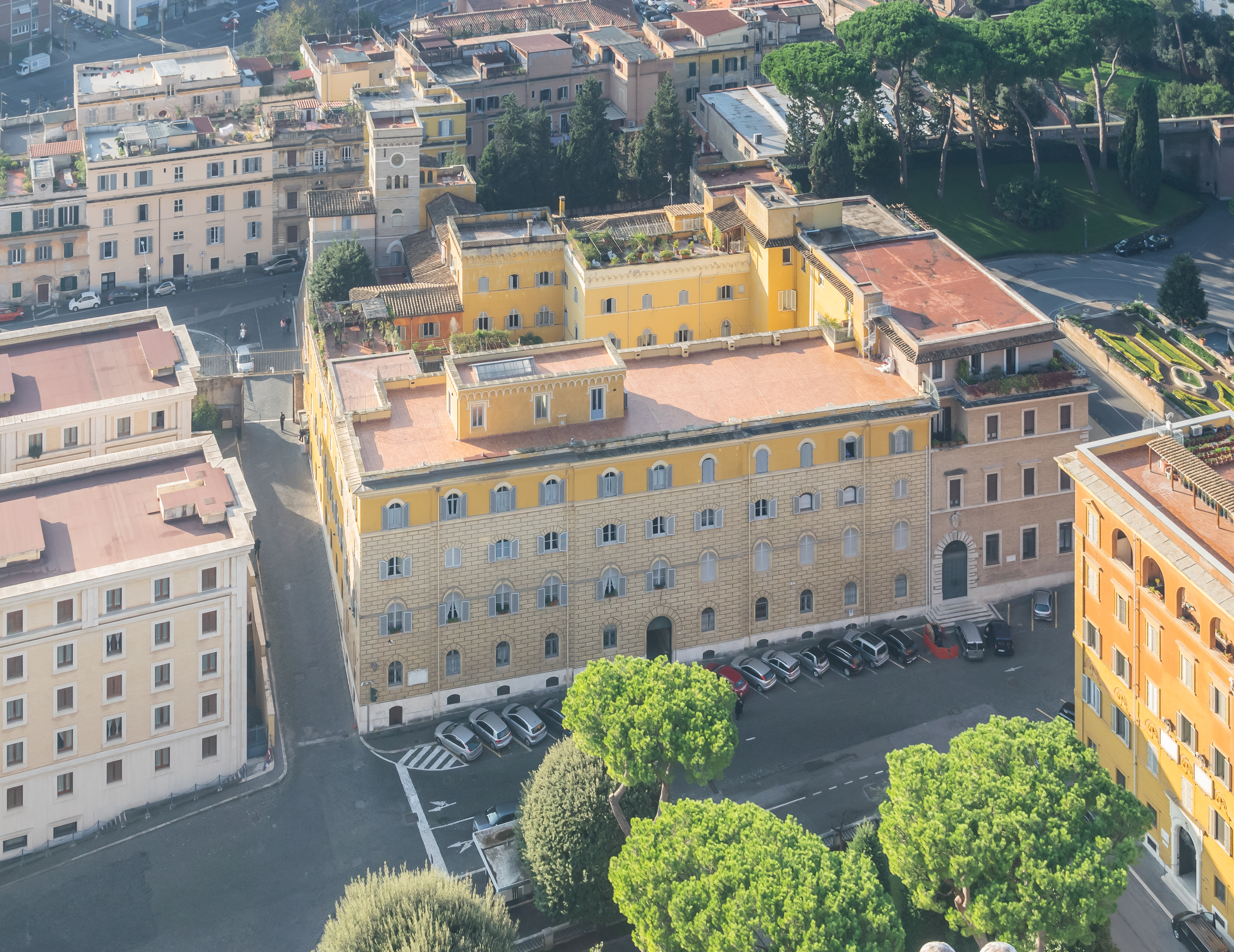
A sede da Filmoteca Vaticana, o Palazzo San Carlo

A Filmoteca do Vaticano foi estabelecida pelo papa João XXIII, em 16 de novembro de 1959, e mantém mais de sete mil títulos, entre curtas-metragens e longas-metragens, de silêncio e som, os papas, e de filmes comerciais e artísticas temáticas e assuntos atuais documentários sobre diversas questões.
A Filmoteca do Vaticano alojada no Pontifício conselho para as comunicações sociais, no Palazzo San Carlo.
Os filmes são mantidos em células com uma temperatura constante de cerca de 16 graus e humidade de 30%.
Na Filmoteca do Vaticano é preservado o primeiro filme italiano, Sua Santità papa Leone XIII, de Vittorio Calcina, de 1896 e o primeiro italiano com recurso a efeitos especiais, L'Inferno de Giuseppe Berardi e Arturo Busnengo de 1911, que também foi digitalizado sob a direção artística do diretor Ettore Pasculli.
Em 2014, foi concluída a restauração e digitalização de Il Vangelo Secondo Matteo de Pier Paolo Pasolini.
Além disso, em conjunto com a Cineteca Nazionale tem ajudado a restaurar o filme Guerra alla guerra da Romolo Marcellini e Giorgio Simonelli de 1948.